# Karl Gether Bomhoff

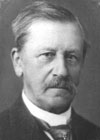
Karl Gether Bomhoff.

Karl Gether Bomhoff, född 6 augusti 1842, död 1925, var en norsk bankman.
Bomhoff var verksam som farmaceut fram till 1868. Efter några års vistelse utomlands anlade och drev Bomhoff Norges första fabrik för tillverkning av jod- och kalisalter. Åren 1875–78 var han verkställande direktör för Trondheims mekaniska verkstad. Bomhoff valdes 1884 av Stortinget till medlem av direktionen för Norges bank, vars kontor då var förlagt till Trondheim, och först 1897 flyttades till Kristiania. Han tillträdde 1893 den efter 1892 års banklag inrättade chefsbefattningen för banken och kvarstod på denna post till 1920. Bomhoff var även åren 1895–97 3:e representant för Trondheims och Levangers krets i Stortinget.